# ضرعان (ردمان)
ضرعان هي إحدى قرى عزلة ال عامر حوران بمديرية ردمان التابعة لمحافظة البيضاء، بلغ تعداد سكانها 27 نسمة حسب تعداد اليمن لعام 2004.